# 落合英一
落合 英一（おちあい えいいち、1916年2月15日 - 1993年6月10日）は、昭和時代の労働運動家、評論家。
筆名は北 竜平。全国産業別労働組合連合（新産別）書記長、国際自由労連東京事務所所長。

## 経歴
岩手県岩手郡葛巻町生まれ。1936年横浜高等工業学校応用化学科卒、三井化学三池染料工業所に入社。兵役を経て、1943年東京芝浦電気（東芝）に入社。1945年12月東芝堀川町工場従業員組合の結成に参加、委員長。
1946年10月全日本電気工業労働組合（全電工）初代委員長。全日本産業別労働組合会議（産別会議）中央執行委員を兼務。1947年の2・1スト以降、日本共産党のフラクション活動に反対し、産別会議の民主化運動に取り組む。同年の第1回参議院議員通常選挙に全国区から立候補したが落選した。
1948年2月、細谷松太、三戸信人、光村甚助、喜田康二、大谷徹太郎らと産別会議民主化同盟（産別民同）を結成。
1949年2月全国労働組合会議準備会（全労会議）代表常任委員。同年4月の社会党第4回党大会で中央執行委員に選出。同年12月、細谷松太、三戸信人らと全国産業別労働組合連合（新産別）の結成を主導。新産別結成と同時に東芝を退社、新産別書記長に就任。
1964年2月に新産別の書記長、本部専従を辞任し、国際自由労連東京事務所所長に就任。1977年同事務所長を辞任。
1978年アジア社会問題研究所常任理事。国際自由労連東京事務所長退任後は評論活動を行った。

## 著書
- 『労働組合運営事典』（大門義雄、澤田廣共編、労働文化社、1949年）
- 『北米の土と英国の血――欧米旅日記』（東和公論社、1959年）